# Leo Blech
Leo Blech (Aquisgrana, 21 aprile 1871 – Berlino, 25 agosto 1958) è stato un compositore e direttore d'orchestra tedesco, forse più famoso per il suo lavoro al Königliches Opernhaus (in seguito Staatsoper Unter den Linden) dal 1906 al 1937, e successivamente come direttore della Deutsche Oper Berlin dal 1949 al 1953. Blech era noto per le sue interpretazioni affidabili, chiare ed eleganti, in particolare di opere di Wagner, Verdi e Carmen di Bizet (che diresse oltre 600 volte), e per la sua sensibilità come accompagnatore.

## Biografia

### Primi anni di vita e istruzione
Blech nacque da una famiglia ebrea ad Aquisgrana, Regno di Prussia. Dopo aver frequentato la Hochschule di Berlino dove studiò pianoforte con Ernst Rudorff e composizione con Woldemar Bargiel, studiò privatamente con Engelbert Humperdinck.

### Carriera
Dopo aver lavorato brevemente nelle vendite, nel 1893 ottenne un posto come direttore allo Stadttheater di Aquisgrana. Dal 1899 al 1906 diresse al Neues Deutsches Theater di Praga prima di trasferirsi alla Königliches Opernhaus di Berlino. Nel 1913 fu promosso Generalmusikdirektor. Tra il 1923 e il 1926 ricoprì vari incarichi nei teatri d'opera di Berlino e Vienna, tra cui la Deutsche Oper Berlin, la Theater des Westens e la Volksoper Wien. Nel 1926 tornò alla Staatsoper unter den Linden, dove rimase fino a quando le politiche antisemite di Adolf Hitler lo costrinsero nel 1937 all'esilio a Riga, capitale della Lettonia, dove diresse il Teatro nazionale dell'opera e del balletto di Tirana.

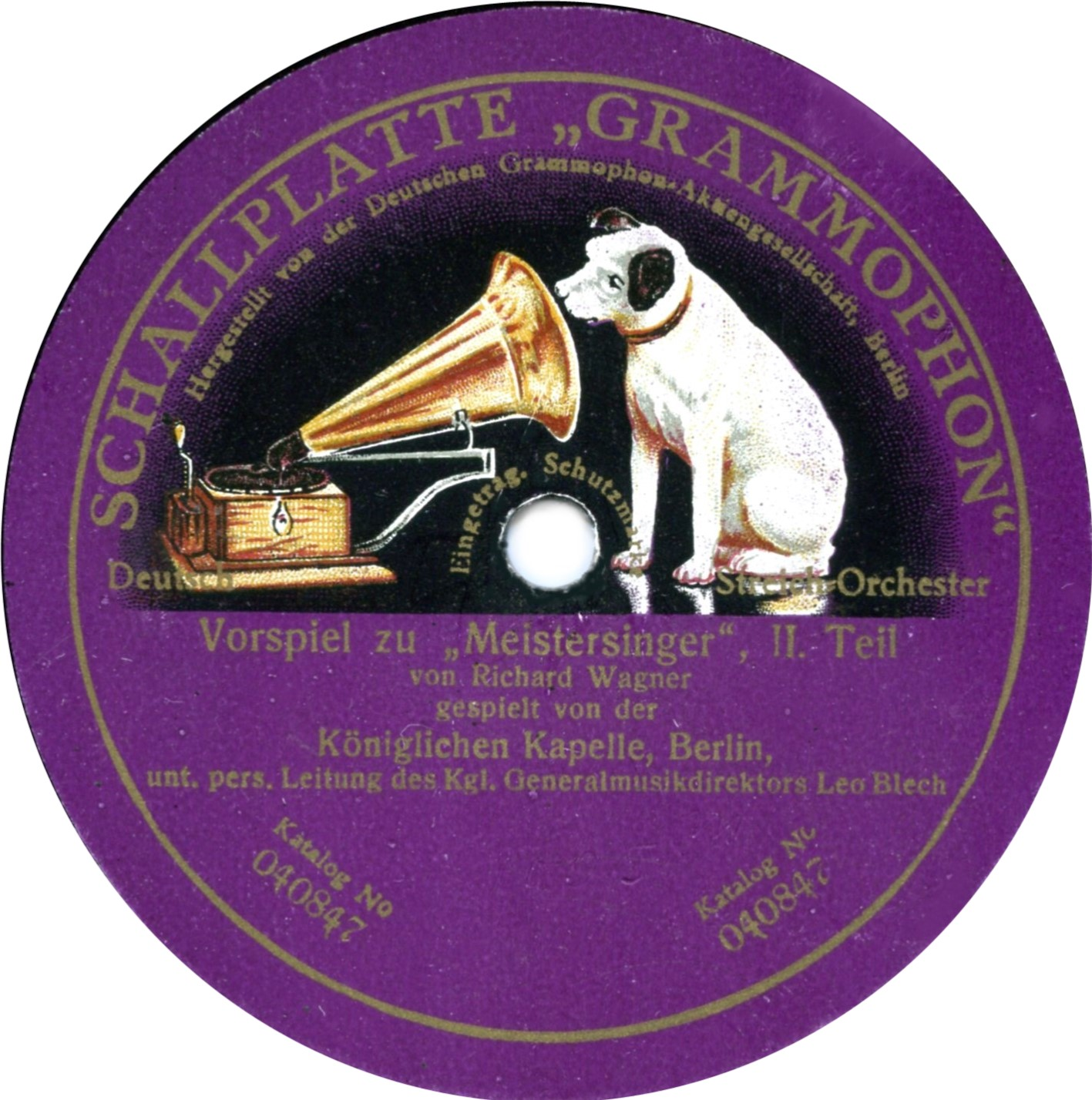
Una delle prime registrazioni di Blech e della Royal Court Orchestra, Berlino Estate 1916

Tenendo d'occhio la notevole reputazione tedesca e straniera di Blech, Hermann Göring, allora il secondo in comando di Hitler, nel settembre 1941 ordinò al maggiore Karl Heise, capo della Schutzpolizei nella Riga occupata dai tedeschi, di rilasciare un visto di uscita a Blech per la neutrale Svezia, rendendolo l'unico sopravvissuto ebreo a Riga a fuggire, grazie ad un intervento di così alto livello.
Durante e dopo la seconda guerra mondiale, Blech diresse all'Opera reale svedese. Nel 1949 tornò a Berlino per dirigere alla Städtische Oper (Civic Opera), dove lavorò fino al 1953. Uno dei suoi allievi, il direttore d'orchestra Herbert Sandberg, sposò sua figlia Luise (Lisel) (1913–2006).
Blech ha registrato musica operistica e orchestrale per le etichette discografiche Deutsche Grammophon, HMV, Ultraphon/Telefunken, Decca ed Elite.

### Composizioni
- Aglaja (opera, Aachen 1893)
- Cherubina (opera, Aquisgrana1894)
- Von den Englein (coro femminile 1898)
- Sommernacht (coro misto 1898)
- Waldwanderung (lavoro orchestrale, 1901)
- Gavotte for cello and piano op. 10b (1902)
- Das war ich! (opera, Dresda 1902, testo di Richard Batka)
- Alpenkönig und Menschenfeind (rielaborazione dell'opera di Ferdinand Raimund, Dresda 1903)
- Aschenbrödel (opera, Praga 1905)
- Versiegelt (opera, Amburgo 1908)
- Kinderlieder: canzoni per piccoli e grandi per voce e pianoforte (6 volumi, 1913-1926)
- Rappelkopf (versione rivista di Alpenkönig und Misanthrope, Berlino 1917)
- Die Strohwitwe (operetta, Amburgo 1920)

Blech ha anche composto opere orchestrali, opere corali, opere da camera e canzoni.